# Mannheimer Stunden

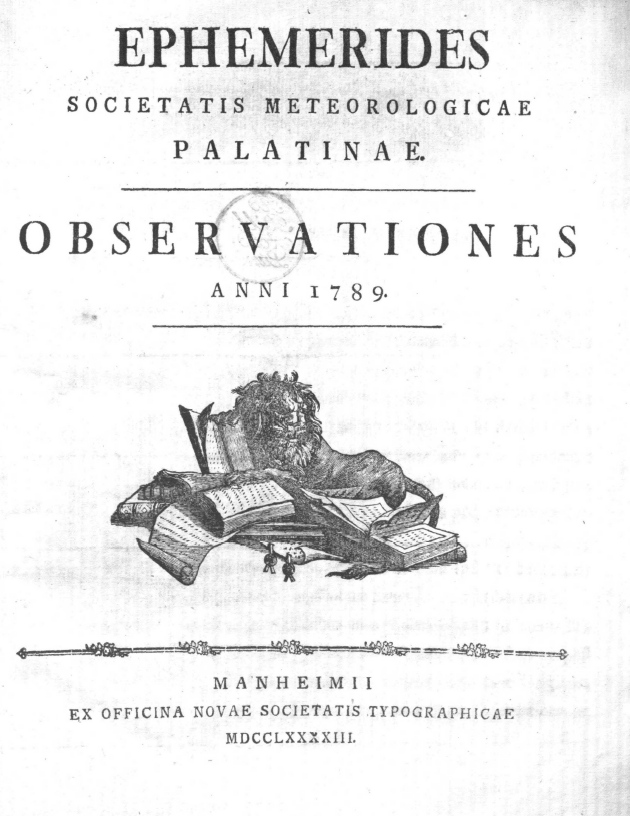
Titelblatt der Ephemerides Societatis Meteorologicae Palatinae 1789.

Die Mannheimer Stunden bezeichnen in der Meteorologie und Klimageographie feste Beobachtungszeiten, zu denen in Wetterstationen weltweit bestimmte Wetterdaten mit einheitlichen Messinstrumenten anhand einheitlicher Verfahren erhoben wurden. Bei der Gründung nationaler Wetterdienste in der zweiten Hälfte des 18. Jahrhunderts wurden die Mannheimer Stunden als Grundlage für die Gewinnung von klimatologischen Daten von vielen Ländern als Beobachtungszeiten übernommen. Beim Deutschen Wetterdienst hatten die Mannheimer Stunden noch bis 2001 Gültigkeit. Die zu den Mannheimer Stunden erhobenen Daten umfassten Wetterdaten wie Windgeschwindigkeit, Windrichtung, Luftdruck, Luftfeuchtigkeit und Lufttemperatur.
Die weltweite Erhebung meteorologischer Daten in Messnetzen wurde zu festgelegten Tageszeiten um 7:00 Uhr, 14:00 Uhr und 21:00 Uhr (MOZ) und mit standardisierten Messinstrumenten von der Kurpfälzischen Meteorologischen Gesellschaft (Societas Meteorologica Palatina) und deren Sekretär und Leiter Johann Jakob Hemmer (1733–1790) eingeführt, um vergleichbare Ergebnisse für verschiedene Orte und Jahre weltweit zu erhalten. Bei der Analyse der Daten wurde teilweise ein Mittelwert für den gesamten Tag gebildet. So erfolgte zum Beispiel die Errechnung der Tagesmitteltemperatur. Die Erhebung der Wetterdaten um 21:00 Uhr wurde doppelt gerechnet, um den Beobachtern eine vierte Messung in der Nacht zu ersparen.
Der Begriff Mannheimer Stunden geht auf den Meteorologen, Physiker und Sprachforscher Johann Jakob Hemmer zurück, der als Leiter des ersten internationalen Wettermessnetzes in Mannheim weltweit Wetterdaten sammelte und anschließend veröffentlichte. Der Anstoß zur Wetterbeobachtung kam dabei von Kurfürst Karl Theodor persönlich. Als Herrscher der Kurpfalz förderte er im Sinne der Aufklärung die Wissenschaften hinsichtlich ihres Nutzens für die Menschen. Anhand von genauen Wetteraufzeichnungen konnten wichtige Schlüsse gezogen und längerfristige Vorhersagen für das Wetter gewagt werden, was insbesondere für die Landwirtschaft von Bedeutung war.
Bereits seit 1758 befasste man sich in Mannheim und der Kurpfalz planmäßig mit Wetteraufzeichnungen. In den kurpfälzischen Residenzen Mannheim und Schwetzingen wurden meteorologische Stationen eingerichtet, an denen dreimal täglich Wetterdaten wie Wetterlage, Windrichtung und Temperatur notiert wurden. Hofrat von Stengel senior hatte bereits früh Interesse an planmäßigen Wetterbeobachtungen für die Landwirtschaft und ließ es sich nicht nehmen, die Wetterdaten in Mannheim und Schwetzingen selbst abzulesen. Selbst der Kurfürst besaß meteorologische Messinstrumente in seinen Gemächern, die er selbst regelmäßig ablas und sogar mit auf Reisen nahm.
In Mannheim war die Zentrale des weltweit operierenden Messnetzes zu Hause, die Kurpfälzische Meteorologische Gesellschaft (Societas Meteorologica Palatina), die 1780 als dritte Klasse der Kurpfälzischen Akademie der Wissenschaften von Kurfürst Karl Theodor gegründet worden war. Auf Anregung von Johann Georg von Stengel erarbeitete Johann Jakob Hemmer das Konzept für eine Pfälzische Meteorologische Gesellschaft. 
Johann Jakob Hemmer baute als Sekretär der Kurpfälzischen Meteorologischen Gesellschaft ein weltweites Netz von 39 Wetterstationen auf, die von Deutschland über Italien und Frankreich bis nach Amerika und Grönland und den Ural reichten. An all diesen Stationen wurden Wetterdaten nach einheitlichen Richtlinien und mit Hilfe einheitlich geeichter Messinstrumente gemessen. Sowohl die Mitglieder der Meteorologischen Gesellschaft als auch die weltweiten Beobachtungsstationen wurden auf Veranlassung des Kurfürsten Karl Theodors unentgeltlich mit einheitlichen Instrumenten ausgestattet. Auf Wunsch des Kurfürsten sollten die Instrumente immer auf dem neuesten Stand sein. In Mannheim befanden sich zusätzliche Messinstrumente, die beispielsweise zur Messung der Windrichtung und der Niederschlagsmenge, zur Messung der Verdunstung und zur Messung der Schmelzwassermenge eingesetzt wurden. Die gesammelten Beobachtungen und Ergebnisse wurden jährlich in lateinischer Sprache in den sogenannten Ephemerides Societatis Meteorologicae veröffentlicht, wovon insgesamt 12 Jahrbände erschienen.
Die Arbeit der Kurpfälzischen Meteorologischen Gesellschaft wurde 1795 eingestellt als Mannheim im Zuge der Koalitionskriege von österreichischen Truppen bombardiert wurde. Das Meteorologische Kabinett, der Sitz der Kurpfälzischen Meteorologischen Gesellschaft, wurde dabei am 21. November 1795 zerstört und alle dort befindlichen Wetteraufzeichnungen vernichtet. Die Verbindung zu anderen Wetterstationen brach ab und wurde später nicht wieder aufgenommen.
Die damaligen Aufzeichnungen der Wetterdaten stellen heute eine wichtige Quelle für die historische Klimaforschung dar. So fällt beispielsweise eine Aufzeichnung aus dem Jahre 1783 auf: Am 8. Juni 1783 brach der isländische Vulkan Laki  aus. Die Auswirkungen auf das Wetter waren damals immens, so sprachen Beobachter von einem ungewöhnlich starken Dunst im Sommer 1783, der Blätter verwelkt aussehen ließ und für blutrote Dämmerungen am Himmel sorgte. Schwefelgeruch lag in der Luft und es kam zu einer großen Dürre, auf die 1783/1784 ein besonders kalter und schneereicher Winter folgte. Die Erklärung für diese ungewöhnlichen Wetterphänomene konnte jedoch erst hundert Jahre später gefunden werden, als 1883 der Vulkan Krakatau ausbrach und ähnliche Vulkanstaub-Phänomene beobachtet werden konnten.